# Fortim de Filipe
O Fortim de Filipe, mais própriamente Fortim de Phillip, mas também grafado como Forte Felippe (ROCQUE, 1968:738), localizava-se na região do rio dos Tucujus, afluente da margem esquerda do rio Amazonas, no litoral do atual estado brasileiro do Amapá.

## História
Cândido Mendes de Almeida (Pinsônia, 1873) localiza-o na ilha dos Tucujus (hoje ilha do Gurupá), e refere o seu chefe como Thomaz (Purcell), o que OLIVEIRA (1968) atribui a uma confusão com o Forte do Rio Tauregue (op. cit., p. 749).
De acordo com TINÉ (1969:45), três fortins teriam sido erguidos pelo inglês Francis (ou Henri) Ro, na região do rio dos Tucujus, tendo sido tomados pelo português Pedro Teixeira (1625). Como outros estabelecimentos erguidos por estrangeiros na embocadoura do rio Amazonas, no início do século XVII, acredita-se que se tratasse de pequenas feitorias fortificadas, dedicadas ao escambo de drogas do sertão com os indígenas. O mesmo autor defende ainda que os estabelecimentos ingleses erguidos na Amazônia no período, tiveram a autorização dos reis Jaime I de Inglaterra (1603-1625) e Carlos I de Inglaterra (1625-1645) (op. cit. p. 45). CASTRO (1983:23) complementa que estes soberanos ingleses doaram terras a fidalgos da sua Corte, entre os anos de 1613 e 1627.
SOUZA (1885) remonta estes três fortes a 1620, computando-os um na ilha dos Tocujus (Forte do Tauregue), outro em terra firme, ao Norte do primeiro (Forte de Phillipe), e o terceiro na ponta do Macapá (Forte de Cumaú). Quanto às datas dos respectivos desaparecimentos, dá o primeiro como arrasado por Pedro Teixeira (1629), o segundo por José [Jácome?] Raimundo de Noronha (1631) e o terceiro por Feliciano Coelho [de Carvalho] (1632) (op. cit., p. 33-34).
GARRIDO (1940) atribui-o ao inglês Roger North, quando este, após ser batido no Forte de Santo Antônio de Gurupá em 1629, fortificou-se entre o rio Matapi e o rio Anamirapucú, na margem esquerda do rio Amazonas (op. cit., p. 24-25). OLIVEIRA (1968) nomeia-o também como Forte North, atribuíndo-o também a Roger North, mas quando da retirada deste do Forte do Torrego, naquele ano, localizando-o também entre os rios Matapi e Anamirapucú (op. cit., p. 749).
ROCQUE (1968) refere-o ainda como Forte North (op. cit., p. 738), parecendo mais correto utilizar esta designação com relação ao Forte inglês de Cumaú, este sim, erguido por Roger North à época.
OLIVEIRA (1968) complementa que o Capitão-mor do Maranhão, Jácome Raimundo de Noronha conquistou este fortim em 1 de maio de 1631, retirando-lhe a artilharia e arrasando a posição (op. cit, p. 749).